# Fábio Szymonek
Fábio Szymonek, mais conhecido como Fábio (Osasco, 11 de maio de 1990), é um futebolista brasileiro que atua como goleiro. Atualmente, joga pelo Fluminense de Feira.

## Carreira

### Palmeiras
De ascendência polonesa, Fábio foi revelado nas categorias de base do Palmeiras, onde começou aos 14 anos. Passou por todas as categorias de base até ser emprestado, em 2010, para o Juventus. Neste, jogou o Campeonato Paulista A3.
De volta ao Palmeiras ainda em 2010, Fábio foi para o Palmeiras B onde jogou a Copa Paulista de 2010 e de 2011.
No ano de 2012 foi promovido aos profissionais e se tornou o reserva de Bruno, dividindo o banco com Raphael Alemão, após o empréstimo de Deola para o Vitória.
Durante a Série B de 2013, Fábio fez sua estreia no time profissional contra o Paysandu, após o goleiro titular Fernando Prass sentir uma lesão.
Já em 2014, após Fernando Prass sofrer nova grave lesão no cotovelo, Fábio começou a se destacar, fazendo boas defesas e assumindo a titularidade do gol palmeirense.
Entretanto, depois de boas exibições, Fábio acabou falhando em diversas partidas do campeonato brasileiro daquele ano, que culminaram em derrotas. Tal fato fez o Palmeiras descer na tabela, ficando em algumas rodadas na zona de rebaixamento. Com a chegada de Dorival Júnior no comando alviverde, Fábio acabou perdendo a posição para o goleiro Deola.
Suas últimas partidas pelo Palmeiras foram no final da temporada 2015, contra o Coritiba e o Flamengo, quando o clube estava usando times reservas no campeonato brasileiro daquele ano, enquanto o time titular era utilizado na Copa do Brasil.

#### Empréstimo ao Oeste
Em janeiro de 2016 foi emprestado ao Oeste para disputa da temporada 2016.

### São Bento
Em maio de 2017, foi emprestado ao São Bento. Em setembro do mesmo ano, com o contrato com o Palmeiras encerrado, Fábio foi contratado em definitivo pelo time do interior.

### Taubaté
Em dezembro de 2017, foi anunciado como o mais novo reforço do Taubaté, para a disputa da Série A2 do Campeonato Paulista de 2018.

### Desportivo Aves
Em junho de 2018, o clube português Desportivo Aves anunciou Fábio como novo goleiro para o final da temporada 2018/19.

### Retorno ao Taubaté
Em janeiro de 2021, Fábio retornou ao Taubaté, assinando um contrato até o fim do Campeonato Paulista da Série A2.

### Uberlândia
Em dezembro de 2021, Fábio assinou contrato com o Uberlândia.

## Títulos
Palmeiras
- Copa do Brasil: 2015
- Campeonato Brasileiro Série B: 2013

#### Outras Conquistas
- Troféu Julinho Botelho: 2014